# Oakland Oaks (ABA)
De Oakland Oaks was een Amerikaanse basketbalclub die uitkwam in de American Basketball Association van 1967 tot 1969. Ze wonnen het ABA-kampioenschap in 1969.

## Geschiedenis
In hun eerste seizoen eindigde de club met een winst-verlies balans van 22-56 de club stond onder leiding van Bruce Hale. De club had meer problemen dan enkel sportieve dat eerste seizoen. Ze hadden een contract gegeven aan Rick Barry die speelde voor de San Francisco Warriors een seizoen eerder. Dit resulteerde in meerdere rechtzaken waardoor Barry een seizoen aan de zijlijn stond van de Oaks en werkte als commentator.
In het tweede seizoen met Barry en Alex Hannum als hoofdcoach deed de club het veel beter. Ondanks dat Barry in december 1968 uitviel met een blessure na een botsing met Ken Wilburn en voor de rest va het seizoen niet meer speelde won de club 60 wedstrijden. In de play-offs van dat jaar wonnen ze achtereenvolgens van de Denver Rockets en New Orleans Buccaneers om in de finale de Indiana Pacers te verslaan. Warren Jabali werd verkozen tot beste speler in de play-offs. 
Ondanks de ABA-titel leed de club financieel verlies en de club werd verkocht en verhuisd naar Washington waar ze uitkwamen als de Washington Caps.

## Erelijst
- ABA-kampioen: 1969

## Resultaten
| Seizoen | Win | Verlies | Play-offs | Coach       |
| ------- | --- | ------- | --------- | ----------- |
| 1967/68 | 22  | 56      | -         | Bruce Hale  |
| 1968/69 | 60  | 18      | Kampioen  | Alex Hannum |